# Ligne Central-Var
Ne doit pas être confondu avec Train touristique du centre-Var.
La ligne Central-Var est une ancienne ligne de chemin de fer à voie métrique française reliant Nice (Alpes-Maritimes) à Meyrargues (Bouches-du-Rhône) par Grasse et Draguignan (Var). C'était une des trois lignes du réseau « Sud-France », repris en 1925 par la société des Chemins de fer de Provence. Fermée au début de l’année 1950, elle subsiste dans la mémoire locale sous le surnom de Train des Pignes et de nombreux vestiges demeurent visibles tout au long de son tracé (plate-forme, ouvrages d'art) .
D'après l'ouvrage très documenté de José Banaudo « Le siècle du train des Pignes » le surnom de «Train des Pignes  » qui lui a été donné dans le langage populaire désigne les deux lignes ferroviaires d'intérêt général situées dans le département des Alpes-Maritimes : la ligne de Nice à Digne, toujours exploitée, et la ligne du Central Var.

## Description

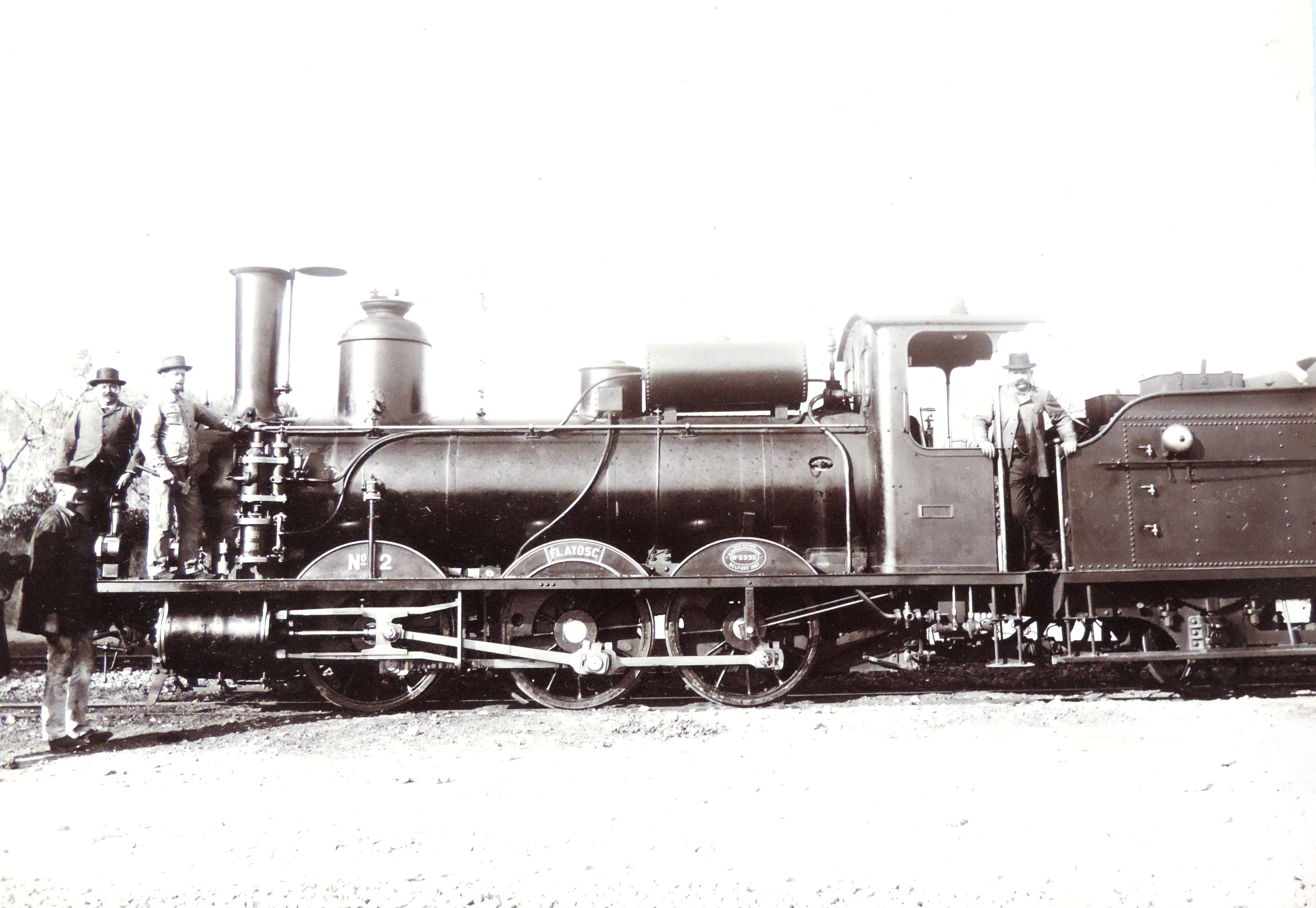
Locomotive n°2 Flayosc

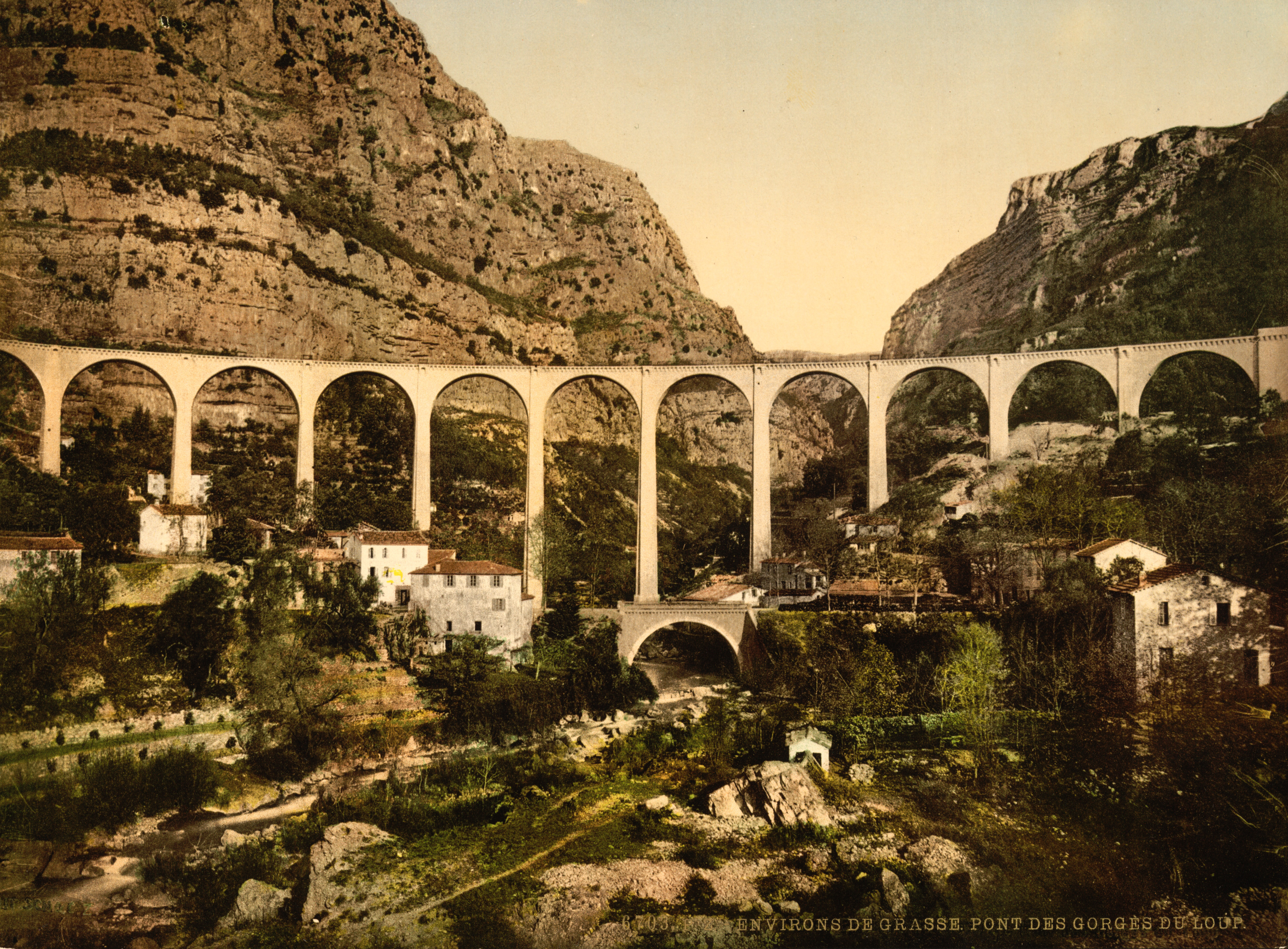
GourdonLe viaduc du Loup entre Grasse et Vence avant sa destruction en 1944.

Longue de deux-cent-onze kilomètres, la ligne Central-Var se détachait de celle de Nice à Digne au pont de la Manda sur le Var, à douze kilomètres de Nice, après la gare de Colomars.
Établie en site propre sur tout l'itinéraire, elle suivait approximativement le tracé des routes nationales :
- RN210 jusqu'à Grasse,
- RN562 jusqu'à Draguignan et Lorgues,
- RN560 de Salernes à Barjols,
- RN561 de Varages à Meyrargues, son terminus.

À Meyrargues, elle était en correspondance avec la ligne PLM des Alpes (Grenoble à Marseille via Veynes) et la ligne départementale des Chemins de fer des Bouches-du-Rhône (de Meyrargues à Arles).

## Histoire

### De 1860 à 1900

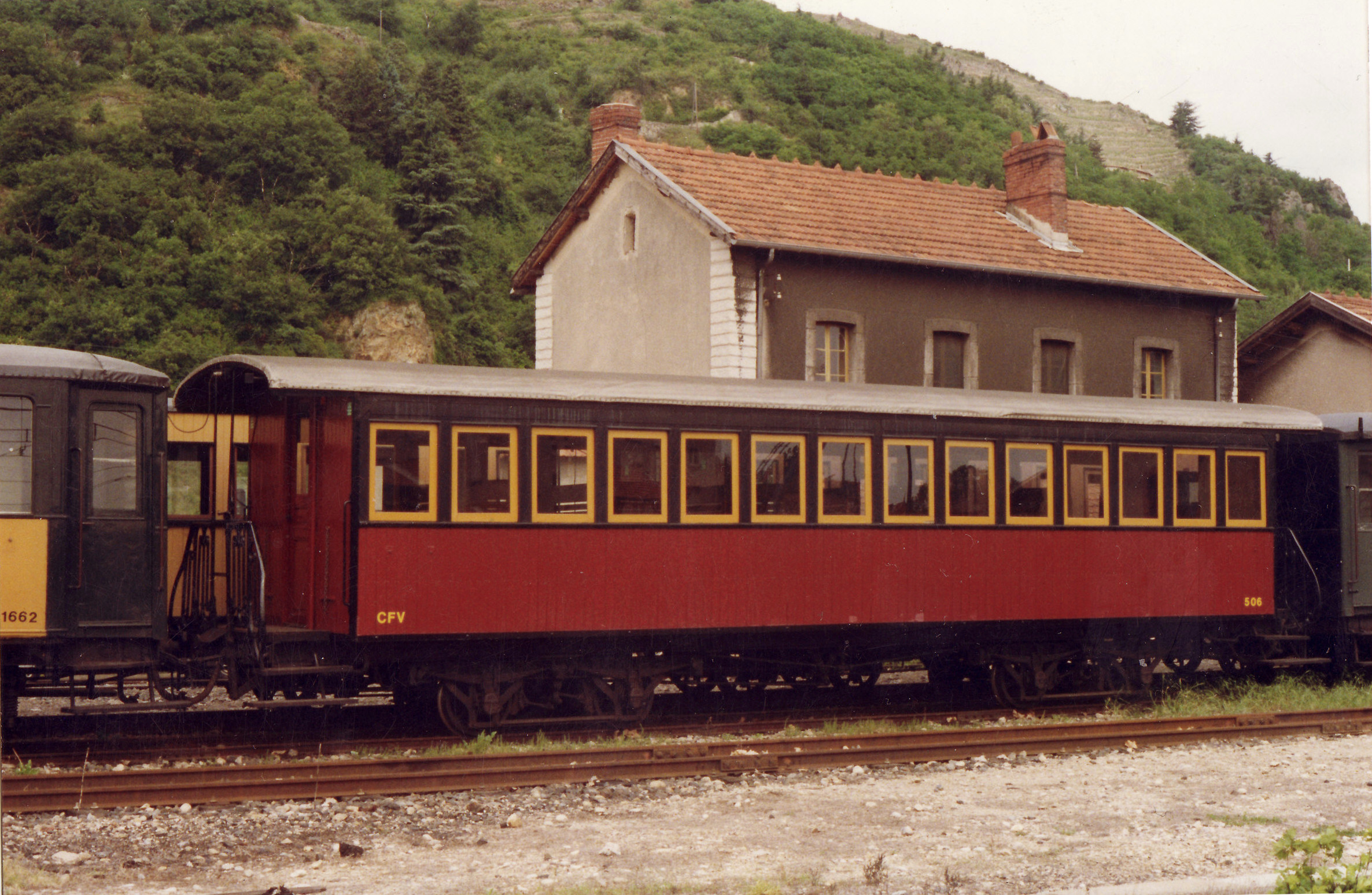
Voiture B 506 des CP, préservée au chemin de fer du Vivarais.

L’annexion du Comté de Nice par la France en 1860 entraîna certains bouleversements. D’une part, l’arrondissement de Grasse fut perdu par le département du Var au profit du nouveau département des Alpes-Maritimes. D’autre part, le PLM mit en service par tronçons à partir de 1858 la ligne de chemin de fer de Marseille à Nice par la côte. Cela provoqua la colère d’élus, notamment varois, qui non seulement perdaient une partie du département mais virent la desserte ferroviaire éviter les villes de Brignoles, Draguignan et Grasse. Des comités se formèrent afin d'obtenir une seconde ligne plus centrale. Par la suite, le PLM ouvre un embranchement pour relier Draguignan à la ligne de Marseille à Nice, dès 1864. Le 24 janvier 1872, un effondrement entre Antibes et Cagnes mit en évidence la fragilité de l’unique lien ferroviaire entre la vallée du Rhône et le pays niçois.
La loi du 17 juillet 1879 (dite plan Freycinet) portant classement de 181 lignes de chemin de fer dans le réseau des chemins de fer d’intérêt général retient en no 139 une ligne de « Draguignan à Cagnes, par Grasse » (75 km) et en no 140, une ligne de « Draguignan à Mirabeau, par Barjols » (96 km). Nice obtient en 1881 l’ajout d'une liaison de Nice à Grasse par Vence.
Jusqu’alors, tous les projets avaient été conçus pour un écartement de rails standard, les lignes à voie métrique étant une exception en France. Mais à partir de 1882, les ministres successifs cherchèrent des solutions plus économiques, dont la voie étroite et la concession à des sociétés privées. La décision fut prise en 1883-1884 : la ligne « Central-Var » serait à voie métrique, plus sinueuse, et moins coûteuse.
Le tronçon entre Draguignan et Grasse est déclaré d’utilité publique par une loi du 4 août 1882.
La section de Grasse à Meyrargues est concédée à titre définitif et celle de Grasse à Nice à titre éventuel, à la Société marseillaise de crédit industriel et commercial et de dépôt par une convention signée le 23 juillet 1885 entre le ministre des Travaux publics et la société. Cette convention est approuvée et la section de Draguignan à Meyrargues est déclarée d’utilité publique par une loi le 17 août 1885. Dans les trois mois suivant la promulgation de la loi, la Société marseillaise de crédit industriel et commercial et de dépôt constitue la Compagnie des chemins de fer du Sud de la France (SF) qui se substitue à elle pour la concession du réseau.
Les travaux débutèrent à partir de Draguignan en direction de l’ouest en 1886. La ligne fut ouverte jusqu'à Salernes en avril 1888, Barjols en août de la même année, et Meyrargues fin janvier 1889.
L’inauguration officielle de la section Draguignan - Meyrargues eut lieu le 22 mars 1889. C’était la première fois en France qu’une ligne à voie étroite atteignait une centaine de kilomètres de long. Le tracé était extrêmement sinueux, et pourtant ne satisfaisait pas les élus des petites communes mal desservies.
La situation étant particulièrement tendue entre la France et l’Italie, les militaires exigèrent que le tronçon Nice - Draguignan puisse accepter le passage de trains à écartement standard. On adopta alors un curieux système à quatre files de rails, qui fut ensuite transformé en trois files de rails, permettant ainsi de faire circuler sur la même voie des trains à écartement normal et des trains à écartement métrique. Par conséquent, la convention de concession est mise à jour le 21 mai 1889 et le gabarit de la ligne est augmenté pour permettre le passage d’engins militaires, ce qui porte sa largeur à 4,50 m. Cette modification est approuvée par deux lois le 29 juillet 1889,.
Le 29 juillet 1889, la section entre Grasse et Nice est déclarée d’utilité publique par le ministre des travaux publics. Le budget de construction de la section de Nice à Grasse est estimé à 25 000 000 francs hors achat des terrains. Elle est entreprise en 1890 et mise en service le 5 juin 1892, en même temps qu’une première section de la ligne Nice - Digne, à laquelle elle se raccordait à Colomars par le pont à deux étages de la Manda (un pour les véhicules routiers, un pour le chemin de fer).
Les sections Draguignan - Grasse et Grasse - Colomars (Nice), établies en relief tourmenté prennent une configuration de ligne de montagne. L'ouverture au public de la section Draguignan-Grasse a lieu le 8 novembre 1890. Parmi les ouvrages d'art notables figurent notamment, entre Draguignan et Grasse, le viaduc de la Siagne (pont métallique de 72 mètres de hauteur) ou le viaduc du Rayol et entre Grasse et Colomars, mais aussi les viaducs en maçonnerie du Pont du Loup, de la Pascaressa , de la Téolière, de la Cagne ainsi que le tunnel de Saint-Jeannet.

### Depuis 1900
Une convention signée le 27 novembre 1908 entre le conseil général du Var et la Compagnie des chemins de fer du sud de la France concède à cette dernière plusieurs lignes venant se greffer entre Draguignan et Meyrargues. La première est une ligne « de Salernes, par Brignoles, à un point de la ligne d'intérêt local d’Hyères à Toulon à déterminer aux abords du Pradet ». La deuxième est une ligne « de Draguignan à Saint-Aygulf, raccordée à ses deux extrémités à la ligne d’intérêt général de Nice à Meyrargues, et à la ligne d’intérêt local de Saint-Raphaël à Hyères ». La troisième est une ligne « de Montfort à Barjols ». La convention est approuvée par une loi déclarant ces lignes d’utilité publique, à titre d’intérêt local, le 16 avril 1909. Ce réseau complémentaire ne sera jamais réalisé.
Au début du XXe siècle les premières insuffisances d’exploitation apparaissent. Les incidents ferroviaires deviennent fréquents entre 1905 et 1915 (déraillements ou tamponnements),.
Le profil d’ensemble de la ligne était tel qu’il ne s’agissait plus d’une vraie transversale susceptible de concurrencer la ligne PLM entre la vallée du Rhône et l’Italie. En 1913, il fallait plus de 11 heures pour parcourir les 210 km (soit une vitesse moyenne de 20 km/h). Les temps de trajet étaient trop longs. La desserte devint très rapidement une desserte locale sur chacun des tronçons mais sans correspondances entre eux et ces omnibus furent vite concurrencés par l’automobile et les autocars.
Le contexte économique et financier ne fait qu’empirer au fil du temps. En 1933, l’exploitation de la ligne est confiée aux Ponts et Chaussées. Dans un but de relance, il est fait en 1935 l’acquisition d’autorails Renault type ABH, qui remplacèrent avantageusement les trains à vapeur. Ces nouveaux engins permettaient de réduire le temps de parcours et donc de raviver l’intérêt pour la ligne.
Pendant la guerre, l'armée mit fortement à contribution les infrastructures, qui étaient bien entretenues et résistèrent.
Cependant, le 24 août 1944, l’armée allemande détruisit les trois principaux viaducs situés dans les Alpes-Maritimes :
- le viaduc de Pascaressa (en dessous du village de Tourrettes sur Loup) ;
- le viaduc du Loup ;
- le viaduc de la Siagne.

Le pont de la Manda sur le Var sera aussi partiellement détruit. La décision de reconstruire ces ouvrages n’a pas été prise par l'État, dans le cadre des réparations de guerre.
Dès 1945, la ligne Central-Var est alors limitée à la section Meyrargues - Tanneron, puis définitivement fermée le 2 janvier 1950. La voie de chemin de fer est donc déclassée, sa plate-forme privée de rails sera attribuée aux communes, qui déplorèrent ce démantèlement.
De nombreuses sections de cette plate-forme ont été requalifiées en voies publiques routières, comme à Vence, à Salernes, à Draguignan, à Lorgues, etc.

## Ouvrages d'art

### Section de ligne de Colomars à Grasse
C'est le parcours le plus sinueux de la ligne. Elle prend une configuration de montagne, viaducs et tunnels s'y succèdent.
| Ligne Central-Var Section de ligne de Colomars (km 12,796) à Grasse (km 48,801) Liste des principaux ouvrages d'art                                        |                                                   | |                                          | |            |
| N° | Nom de l'ouvrage                                  | Coordonnées Élément Wikidata | Longueur                                 | Observations | Photos     |
| Gare de Colomars (km 12,796) (La photo ci-contre représente la gare de Colomars actuelle des Chemins de Fer de Provence) (Ligne de Nice à Digne-les-Bains) |                                                   | |                                          | |            |
| 1 | Pont de la Manda                                  | 43° 45′ 53″ N, 7° 12′ 14″ E wikidata:Q100272163 | 400 m                                    | (Initialement à deux niveaux : Un niveau réservé aux circulations routières et un niveau réservé aux circulations ferroviaires) |            |
| 2 | Viaduc de l'Enghièri                              | 43° 46′ 00″ N, 7° 11′ 22″ E wikidata:Q109777369 | 130 m                                    | 6 arches de 16 mètres |            |
| Halte de Gattières (km 15,818) |                                                   | |                                          | |            |
| 3 | Tunnel de Saint-Jeannet                           | 43° 44′ 22″ N, 7° 09′ 21″ E (Extrémité côté Nice) 43° 44′ 31″ N, 7° 08′ 32″ E (Extrémité côté Vence) wikidata:Q109768142                                     | 860 m                                    | | Defaut.svg |
| Gare de Saint-Jeannet-La Gaude (km 21,220) alt 260m |                                                   | |                                          | |            |
| 4 | Tunnel de la Cagne                                | 43° 44′ 42″ N, 7° 08′ 08″ E (Coordonnées de l'extrémité côté Saint-Jeannet) wikidata:Q109768108                                                              | 224 m                                    | | Defaut.svg |
| 5 | Viaduc de la Cagne                                | 43° 44′ 45″ N, 7° 07′ 58″ E wikidata:Q109768087 | 90 m                                     | 12 arches de 16 m |            |
| 6 | Tunnel des Canons                                 | 43° 44′ 35″ N, 7° 08′ 00″ E wikidata:Q109768067 | 30 m                                     | | Defaut.svg |
| 7 | Tunnel des Fonts                                  | 43° 44′ 09″ N, 7° 07′ 37″ E wikidata:Q109768000 | 53 m                                     | | Defaut.svg |
| 8 | Viaduc de la Lubiane                              | 43° 43′ 30″ N, 7° 06′ 28″ E wikidata:Q109767920 | 90 m                                     | 3 arches de 16 m | Defaut.svg |
| Gare de Vence (km 25,968) (Détruite) |                                                   | |                                          | |            |
| 9 | Viaduc du Malvan                                  | 43° 43′ 27″ N, 7° 05′ 26″ E wikidata:Q65150380 |                                          | 7 arches de 16 m | Defaut.svg |
| 10 | Viaduc de la Téolière                             | 43° 42′ 57,5″ N, 7° 04′ 25,79″ E wikidata:Q109646583 |                                          | 8 arches de 8 m |            |
| 11 | Viaduc de Cassan                                  | 43° 42′ 48″ N, 7° 03′ 47″ E wikidata:Q108865807 |                                          | 7 arches de 16 m |            |
| 12 | Viaduc de Pascaressa                              | 43° 42′ 41″ N, 7° 03′ 34″ E wikidata:Q108865746 |                                          | 8 arches de 12 m. Détruit le 24 août 1944                                                                                       |            |
| Gare de Tourrettes-sur-Loup (km 31,017) |                                                   | |                                          | |            |
| 13 | Viaduc Saint-Antoine                              | 43° 42′ 15,394″ N, 7° 02′ 19,51″ E wikidata:Q108865717 |                                          | 7 arches de 8 m |            |
| 14 | Viaduc de Clare                                   | 43° 42′ 22″ N, 7° 01′ 34″ E wikidata:Q108865690 |                                          | 7 arches de 12 m |            |
| Halte des Valettes (km 34,618) |                                                   | |                                          | |            |
| 15 | Tunnel du Loup                                    | 43° 43′ 11″ N, 6° 59′ 38″ E wikidata:Q108865655 | 60 m                                     | |            |
| 16 | Viaduc du Loup                                    | 43° 43′ 14″ N, 6° 59′ 29″ E wikidata:Q108865565 | 310 m                                    | 11 arches de 20 m Détruit le 24 août 1944                                                                                       |            |
| Halte du Loup (km 38,013) |                                                   | |                                          | |            |
| 17 | Viaduc du Riou-de-Gourdon                         | 43° 42′ 46″ N, 6° 59′ 05″ E wikidata:Q108865621 |                                          | 8 arches de 12 m |            |
| 18 | Viaduc des Ribas (ou Fanerie)                     | 43° 42′ 11″ N, 6° 59′ 28″ E wikidata:Q108865372 |                                          | 7 arches de 12 m |            |
| Gare de Le Bar-sur-Loup (km 40,958) |                                                   | |                                          | |            |
| 19 | Viaduc du Riou-de-Bar                             | 43° 41′ 51″ N, 6° 58′ 45″ E wikidata:Q108865252 |                                          | 8 arches de 12 m |            |
| 20 | Tunnel du Riou-de-Bar                             | 43° 41′ 48″ N, 6° 58′ 43″ E wikidata:Q108865235 | 104 m                                    | |            |
| 21 | Tunnel du Pré-du-Lac                              | 43° 40′ 56″ N, 6° 58′ 31″ E (Coordonnées de l'extrémité côté Vence) 43° 40′ 48″ N, 6° 58′ 13″ E (Coordonnées de l'extrémité côté Grasse)                     | 515 m                                    | (Entrées pratiquement obstruées)                                                                                                | Defaut.svg |
| Gare de Maganosc-Châteauneuf (km 44,361) | Gare de Maganosc-Châteauneuf (km 44,361)          | Gare de Maganosc-Châteauneuf (km 44,361) | Gare de Maganosc-Châteauneuf (km 44,361) | Gare de Maganosc-Châteauneuf (km 44,361)                                                                                        | Defaut.svg |
| 22 | Tunnel de Saint-Laurent                           | 43° 40′ 53″ N, 6° 57′ 46″ E (Coordonnées de l'extrémité côté Vence) 43° 40′ 52″ N, 6° 57′ 38″ E (Coordonnées de l'extrémité côté Grasse) wikidata:Q108889516 | 125 m                                    | (Modernisé et élargi pour reconversion en voie routière)                                                                        |            |
| 23 | Viaduc du Riou-de-Maganosc (Ou Pont Félix Martin) | 43° 40′ 39″ N, 6° 56′ 59″ E wikidata:Q109604849 | 3 arches de 12 m                         | Pont Félix Martin |            |
| 24 | Viaduc de Font-Laugière (Ou pont Eiffel)          | 43° 39′ 35″ N, 6° 55′ 47″ E wikidata:Q100326067 | 105 m                                    | 3 travées métalliques de 35 m (Pont Eiffel)                                                                                     |            |
| Gare de Grasse (Gare du Sud) (km 48,801)(Détruite) La photo ci-contre présente l'emplacement de l'ancienne gare du Sud sur le boulevard de Provence        |                                                   | |                                          | |            |

### Section de Grasse à Draguignan
| Ligne Central-Var Section de ligne de Grasse (km 48.801) à Draguignan (km 112.676) Liste des gares, points d'arrêt et principaux ouvrages d'art |                                       | |             | |                          |
| N° | Nom de l'ouvrage                      | Coordonnées géographiques                                                                           | Longueur(1) | Observations | Photos                   |
| 1 | Gare de Grasse (Km 48,801)            | 43° 39′ 24″ N, 6° 55′ 37″ E Emplacement approximatif                                                | /           | Démolie | Emplacement approximatif |
| |                                       | |             | |                          |
| 2 | Tunnel de Grasse                      | | 129 m       | Utilisé pour circulations routières Avenue de Provence                                                                       | Tête côté Draguignan     |
| |                                       | |             | |                          |
| 3 | Pont route Sainte Lorette             | | 12 m        | Franchissement Avenue Sidi Brahim                                                                                            |                          |
| |                                       | |             | |                          |
| 4 | Tunnel du Collet                      | | 35 m        | Passage sous l'actuelle rond-point de la Gendarmerie (n'existe plus)                                                         |                          |
| |                                       | |             | |                          |
| 5 | Halte de Saint-Jacques                | | /           | Halte ouverte le 25 octobre 1890 Sans doute démolie ?                                                                        |                          |
| |                                       | |             | |                          |
| 6 | Viaduc de la Pouiraque                | 43° 38′ 35,8″ N, 6° 54′ 33,2″ E                                                                     | À compléter | Passage au-dessus du canal de la Siagne                                                                                      |                          |
| |                                       | |             | |                          |
| 7 | Viaduc des Ribes                      | 43° 38′ 51,7″ N, 6° 54′ 12,4″ E                                                                     | À compléter | Tête d'un des deux piliers                                                                                                   |                          |
| |                                       | |             | |                          |
| 8 | Halte de Cabris-Saint-Cézaire         | | /           | Halte ouverte vers 1901 Un quai                                                                                              |                          |
| |                                       | |             | |                          |
| 9 | Tunnel de Planasteaux                 | Tête côté Draguignan : 43° 37′ 35″ N, 6° 50′ 35″ E Tête côté Grasse : 43° 37′ 38″ N, 6° 51′ 00″ E   | 535 m       | fermé |                          |
| |                                       | |             | |                          |
| 10 | Gare de Peymeinade (km 55,217)        | 43° 38′ 29″ N, 6° 52′ 38″ E                                                                         | /           | Gare ouverte le 25 octobre 1890                                                                                              | Defaut.svg               |
| |                                       | |             | |                          |
| 11 | Viaduc de Siagne                      | 43° 45′ 53″ N, 7° 12′ 14″ E                                                                         | 229 m       | Culée côté Grasse Accès depuis Le Tignet quartier de l'Istre.                                                                |                          |
| |                                       | |             | |                          |
| 12 | Gare de Tanneron (km 55,217)          | 43° 38′ 29″ N, 6° 52′ 38″ E                                                                         | /           | Halte ouverte le 25 octobre 1891 puis gare le 15 avril 1901                                                                  |                          |
| |                                       | |             | |                          |
| 13 | Halte de La Colle-Noire (Km --,---)   | 43° 35′ 50,4″ N, 6° 47′ 24,8″ E                                                                     | /           | Halte ouverte le 5 avril 1948 Un quai                                                                                        |                          |
| |                                       | |             | |                          |
| 14 | Gare de Montauroux (km 67,414)        | 43° 36′ 25″ N, 6° 46′ 44″ E                                                                         | /           | Gare ouverte le 1er juillet 1890                                                                                             |                          |
| |                                       | |             | |                          |
| 15 | Halte de Gimbrette (Km --,---)        | 43° 36′ 28,3″ N, 6° 46′ 23,4″ E                                                                     | /           | Halte ouverte le 6 novembre 1948 Un quai                                                                                     |                          |
| |                                       | |             | |                          |
| 16 | Gare de Callian (km 70,315)           | 43° 38′ 29″ N, 6° 52′ 38″ E                                                                         | /           | |                          |
| |                                       | |             | |                          |
| 17 | Halte de Les Terrassonnes (Km --,---) | 43° 36′ 37,8″ N, 6° 43′ 52,2″ E                                                                     | /           | Halte ouverte le 5 avril 1948 Un quai                                                                                        |                          |
| |                                       | |             | |                          |
| 18 | Halte de Tourrettes-Var (Km --,---)   | 43° 37′ 04,4″ N, 6° 42′ 22,8″ E                                                                     | /           | Halte ouverte en 1894 Un quai                                                                                                |                          |
| |                                       | |             | |                          |
| 19 | Gare de Fayence (km 74,484)           | 43° 37′ 21″ N, 6° 41′ 25″ E                                                                         | /           | Gare ouverte le 1er juillet 1890                                                                                             |                          |
| |                                       | |             | |                          |
| 19 | Gare de Seillans (km 79,486)          | 43° 37′ 55″ N, 6° 39′ 24″ E                                                                         | /           | Gare ouverte le 1er juillet 1890                                                                                             |                          |
| |                                       | |             | |                          |
| 20 | Halte de Engaspasty (Km --,---)       | | /           | Halte ouverte le 1er octobre 1947 Un quai Commune de Seillans                                                                |                          |
| |                                       | |             | |                          |
| 21 | Viaduc du Rayol                       | 43° 36′ 53″ N, 6° 38′ 19″ E                                                                         | 159 m       | Commune de Seillans (Var) |                          |
| |                                       | |             | |                          |
| 22 | Halte de Méaulx (Km --,---)           | 43° 36′ 43″ N, 6° 37′ 08″ E                                                                         | /           | Commune de Seillans Halte ouverte en 1898 Un quai                                                                            |                          |
| |                                       | |             | |                          |
| 23 | Tunnel Font du Roure                  | Tête côté Seillans : 43° 35′ 54″ N, 6° 35′ 50″ E Tête côté Claviers : 43° 35′ 56″ N, 6° 35′ 40″ E   | 178 m       | Commune de Claviers | Defaut.svg               |
| |                                       | |             | |                          |
| 24 | Tunnel de la gare (Claviers)          | Tête côté Seillans : 43° 36′ 07″ N, 6° 33′ 39″ E Tête côté Claviers : 43° 36′ 08″ N, 6° 33′ 57″ E   | 51 m        | Voie routière |                          |
| |                                       | |             | |                          |
| 25 | Gare de Claviers (km --,---)          | 43° 36′ 11″ N, 6° 33′ 56″ E                                                                         | /           | Gare ouverte le 1er juillet 1890                                                                                             |                          |
| |                                       | |             | |                          |
| 26 | Gare de Bargemon (km --,---)          | | /           | Gare ouverte le 1er juillet 1890 Démolie                                                                                     |                          |
| |                                       | |             | |                          |
| 27 | Tunnel de Boussaque                   | Tête côté Bargemon : 43° 35′ 49″ N, 6° 32′ 49″ E Tête côté Callas : 43° 35′ 46″ N, 6° 32′ 39″ E     | 212 m       | fermé | Defaut.svg               |
| |                                       | |             | |                          |
| 28 | Gare de Callas (km --,---)            | | /           | Gare ouverte le 1er juillet 1890 Démolie                                                                                     |                          |
| |                                       | |             | |                          |
| 29 | Tunnel de Callas                      | Tête côté Bargemon : 43° 35′ 40″ N, 6° 32′ 16″ E Tête côté Draguignan : 43° 35′ 33″ N, 6° 32′ 10″ E | 258 m       | fermé | Tunnel de Callas         |
| |                                       | |             | |                          |
| 30 | Gare de Figanières (km --,---)        | 43.5674630381517, 6.506959860374795                                                                 | /           | Gare ouverte le 1er juillet 1890                                                                                             | Defaut.svg               |
| |                                       | |             | |                          |
| 31 | Halte de Saint-Pons (Km --,---)       | | /           | Halte ouverte le 5 avril 1948 Un quai                                                                                        | Defaut.svg               |
| |                                       | |             | |                          |
| 32 | Halte de Montéou (Km --,---)          | | /           | Halte ouverte le 9 mai 1948 Un quai                                                                                          | Defaut.svg               |
| |                                       | |             | |                          |
| 33 | Gare de Draguignan (km --,---)        | 43° 32′ 03″ N, 6° 27′ 49″ E 127 Boulevard des Fleurs                                                |             | Gare ouverte le 23 avril 1888 Reconvertie en école et locaux associatifs (vue actuelle côté cour, vue côté voies avant 1914) |                          |
| (1) - Les indications sur la longueur des ouvrages d'art ne sont pas garanties                                                                  |                                       | |             | |                          |

### Ouvrages

Section de Grasse à Draguignan (1)
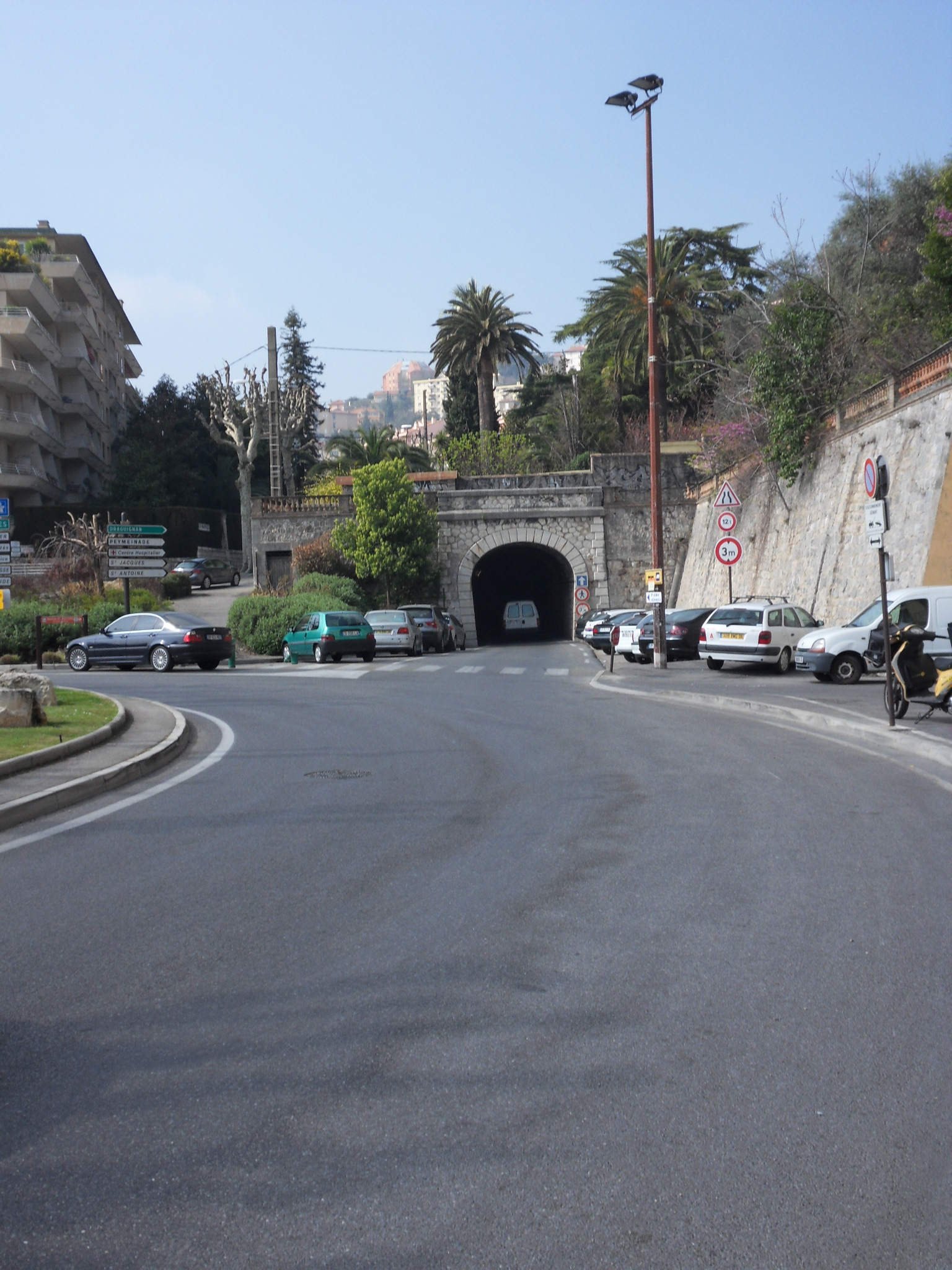
GrasseAvenue de Provence. Extrémité côté est du tunnel.
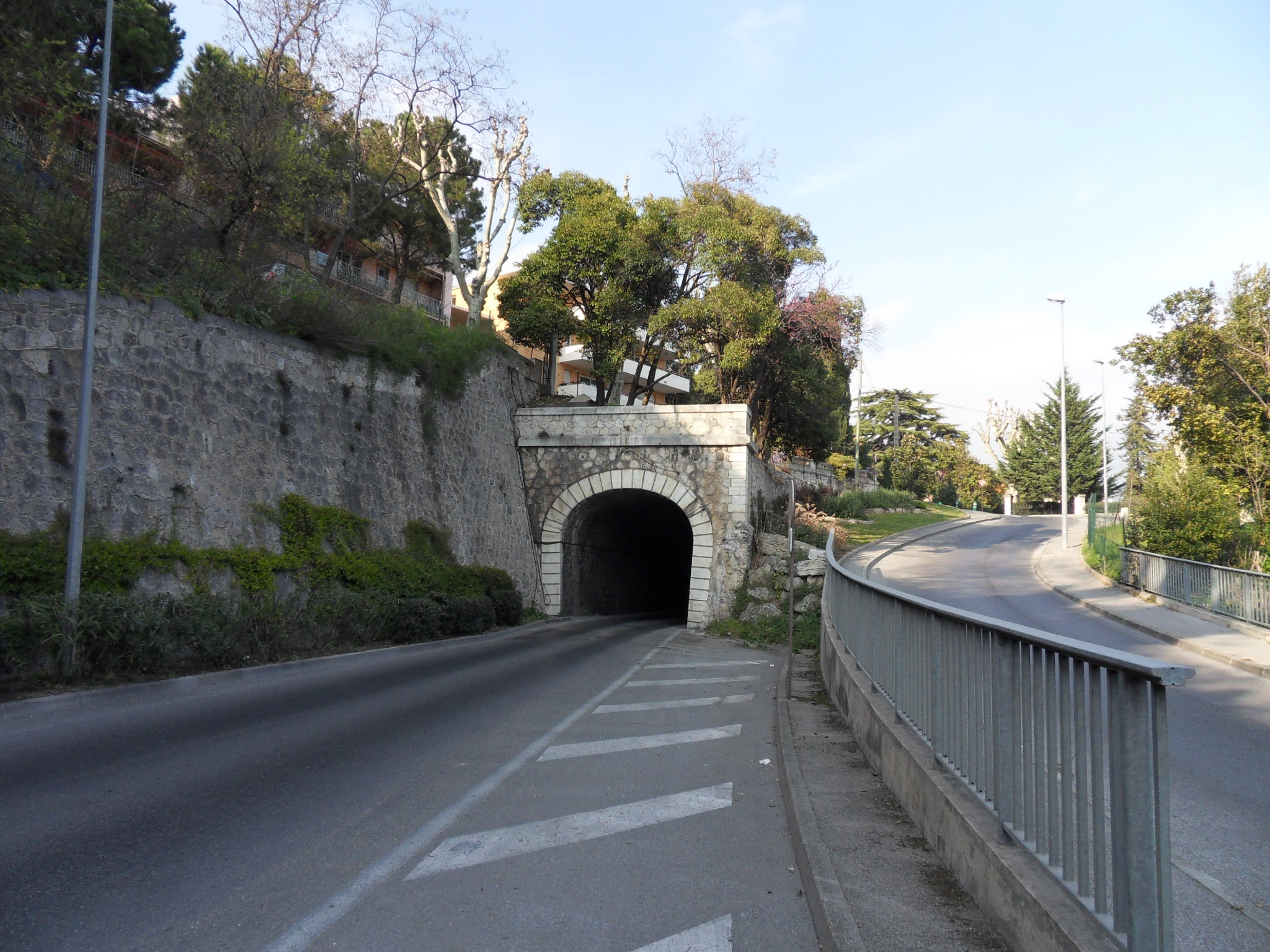
GrasseAvenue de Provence. Extrémité côté ouest du Tunnel.
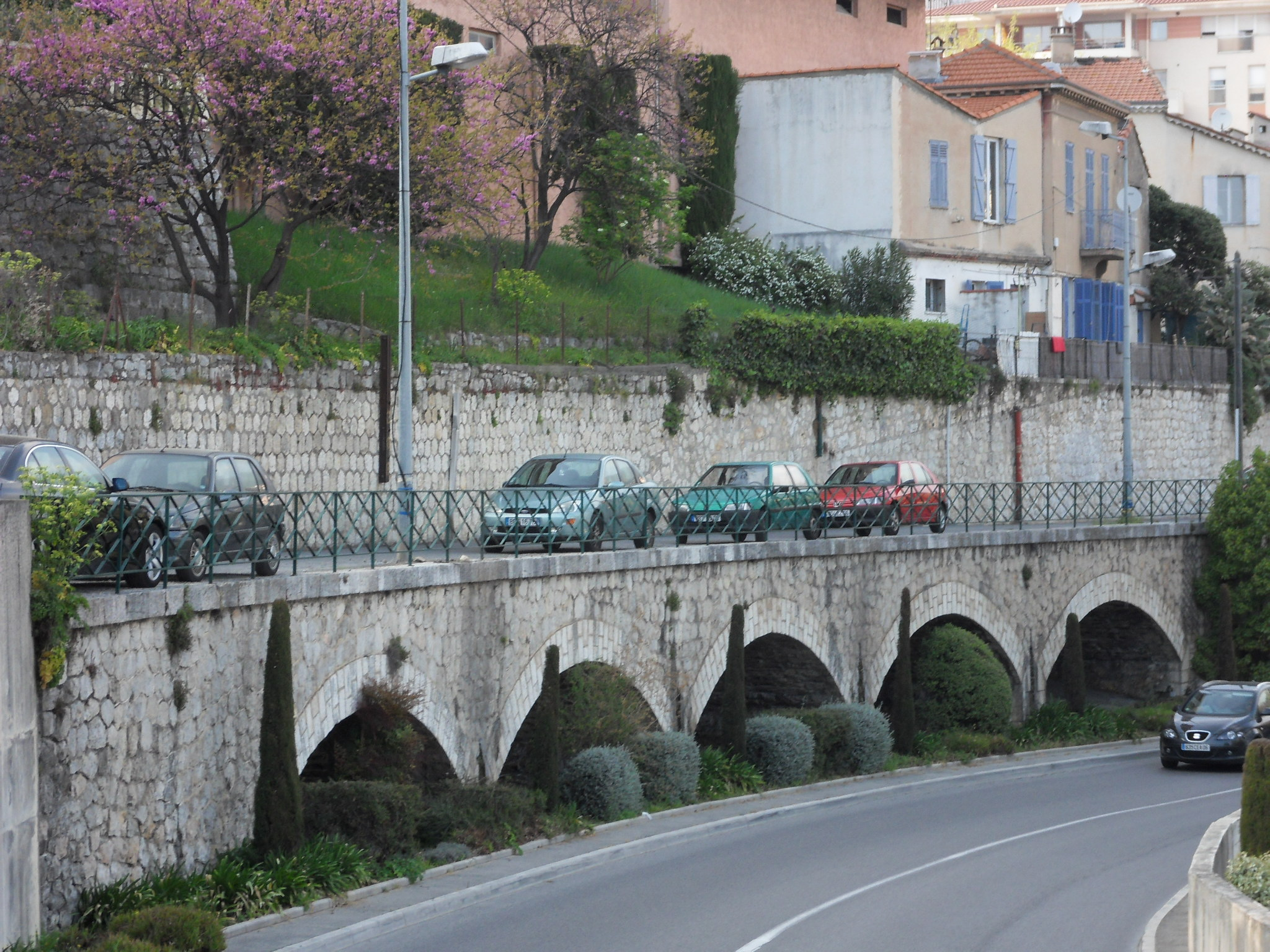
GrasseAvenue de Provence. Viaduc.
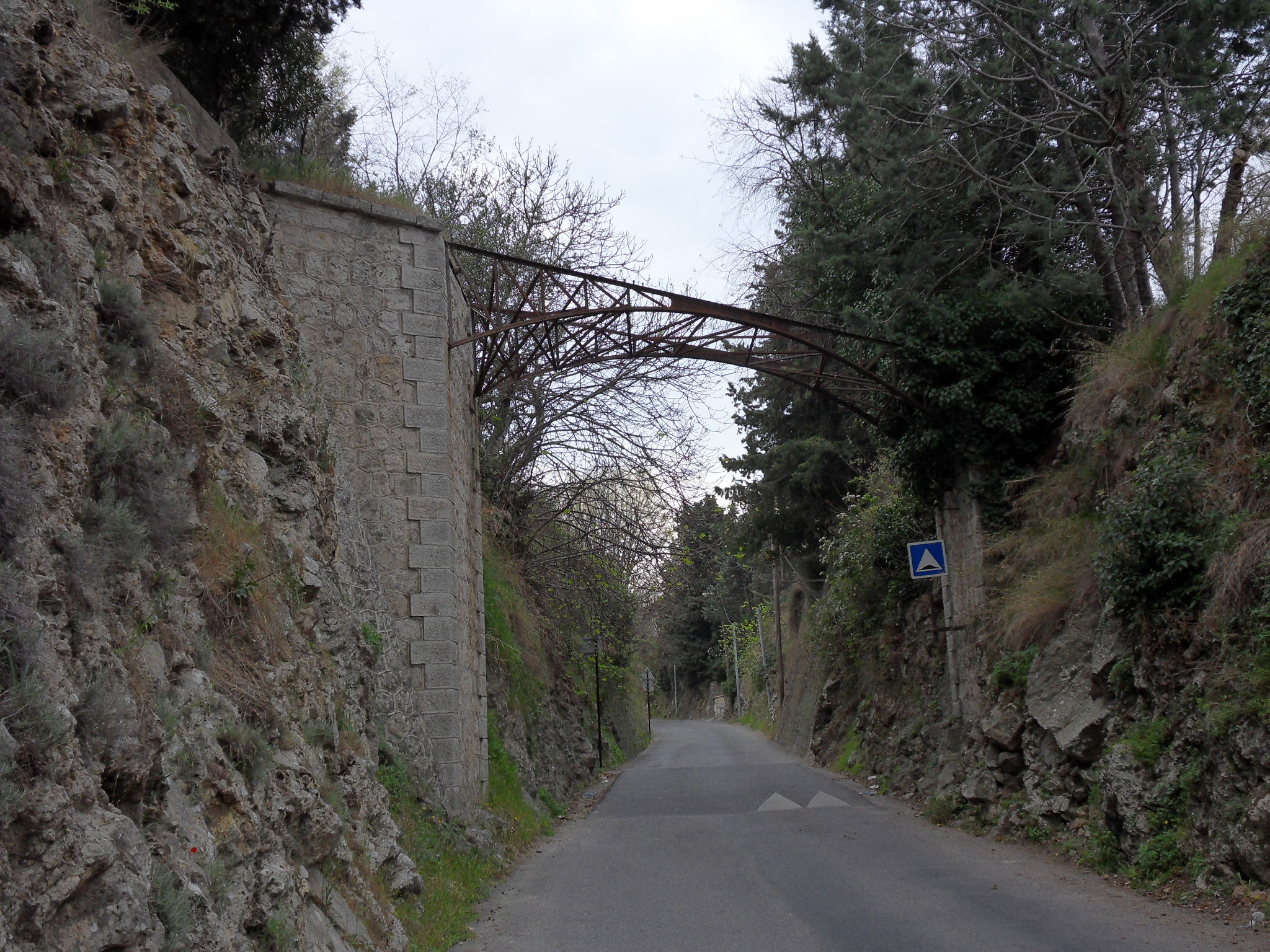
GrasseAvenue Louis Icard. Ancienne plateforme devenue voie routière.
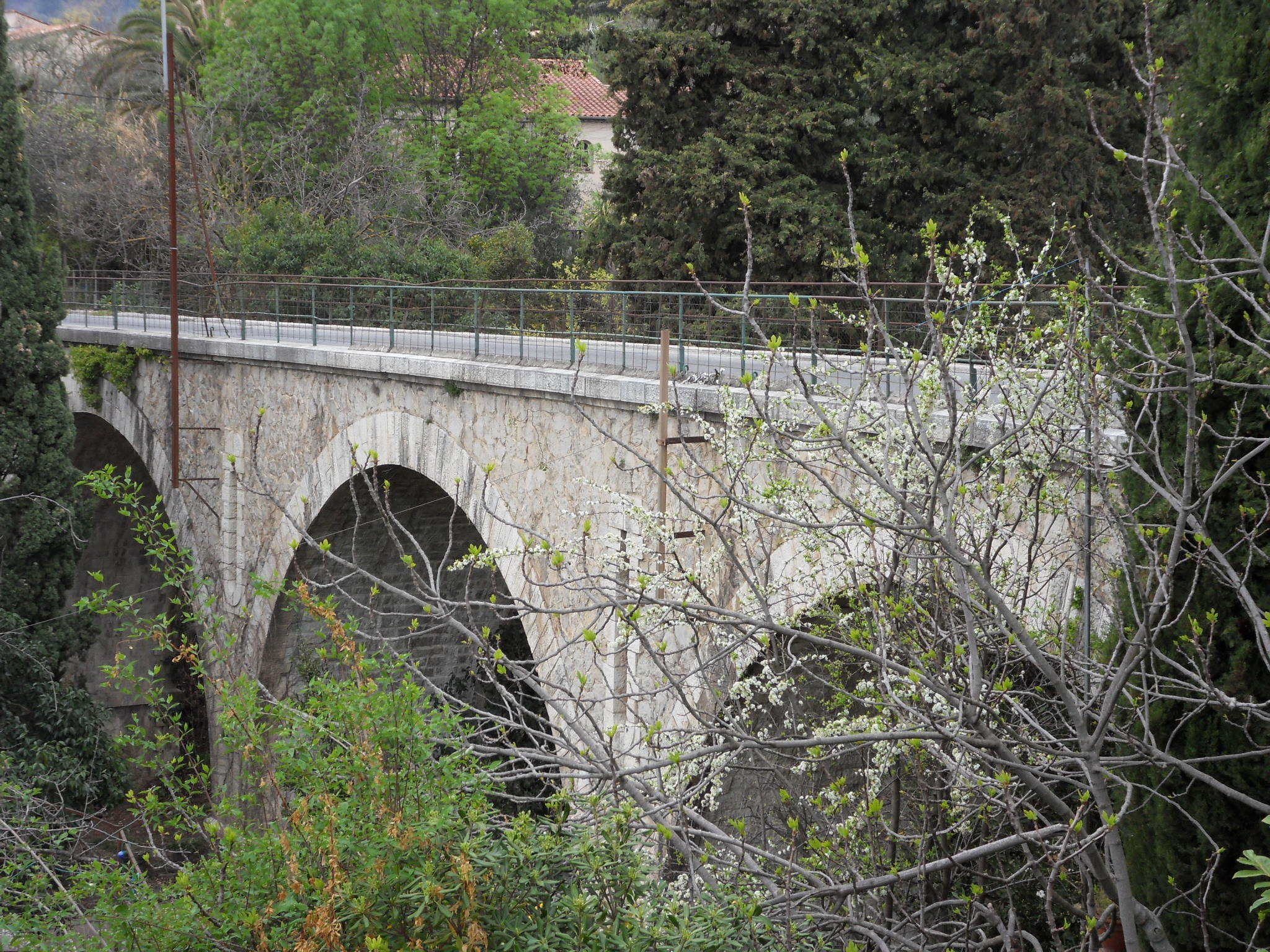
GrasseAvenue Louis Icard. Viaduc sur le canal de la Siagne.

Section de Grasse à Draguignan (2)
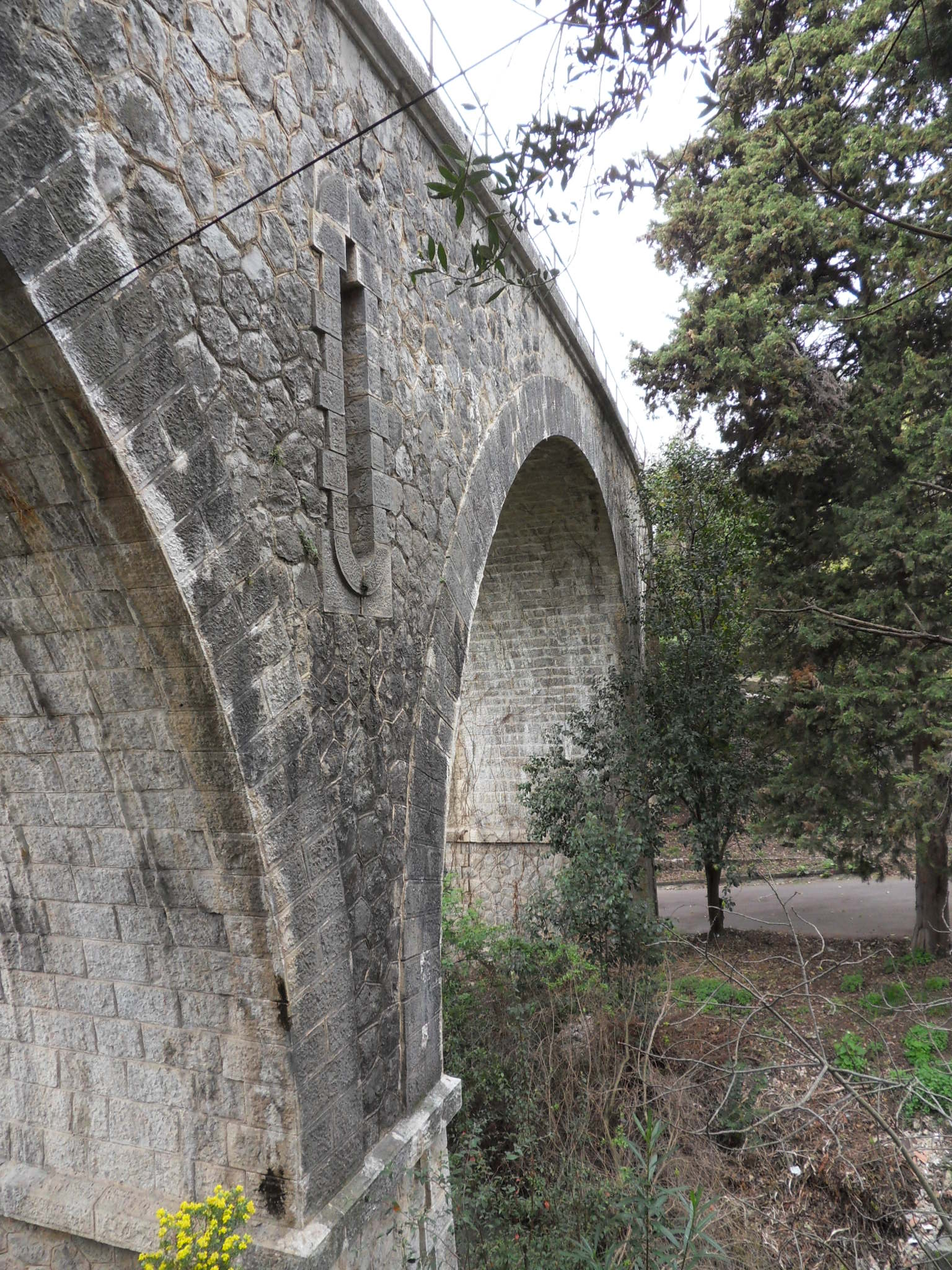
GrasseAvenue Louis Icard. Viaduc sur le canal de la Siagne.
43° 38′ 35,8″ N, 6° 54′ 33,2″ E
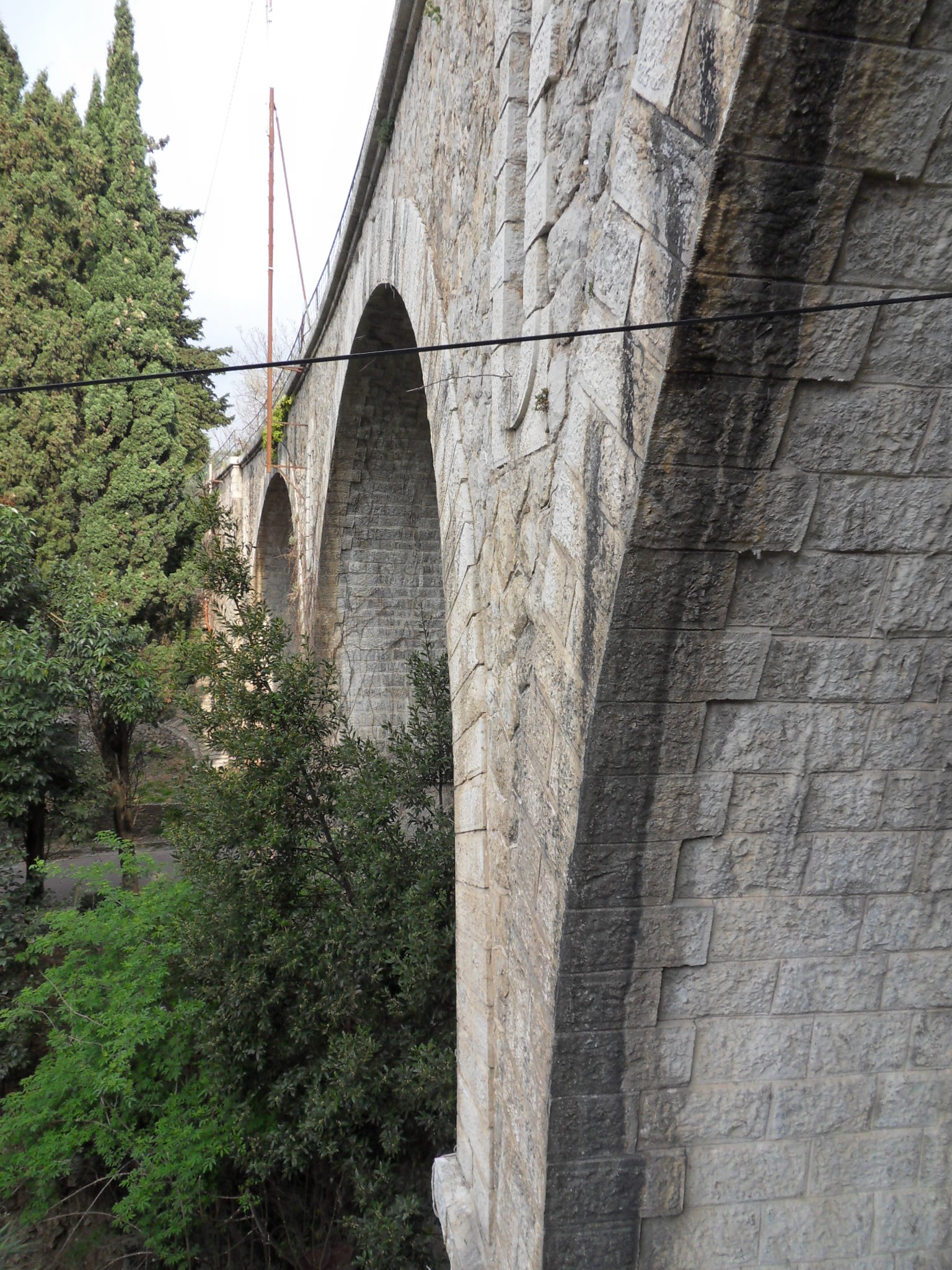
GrasseAvenue Louis Icard. Viaduc sur le canal de la Siagne.
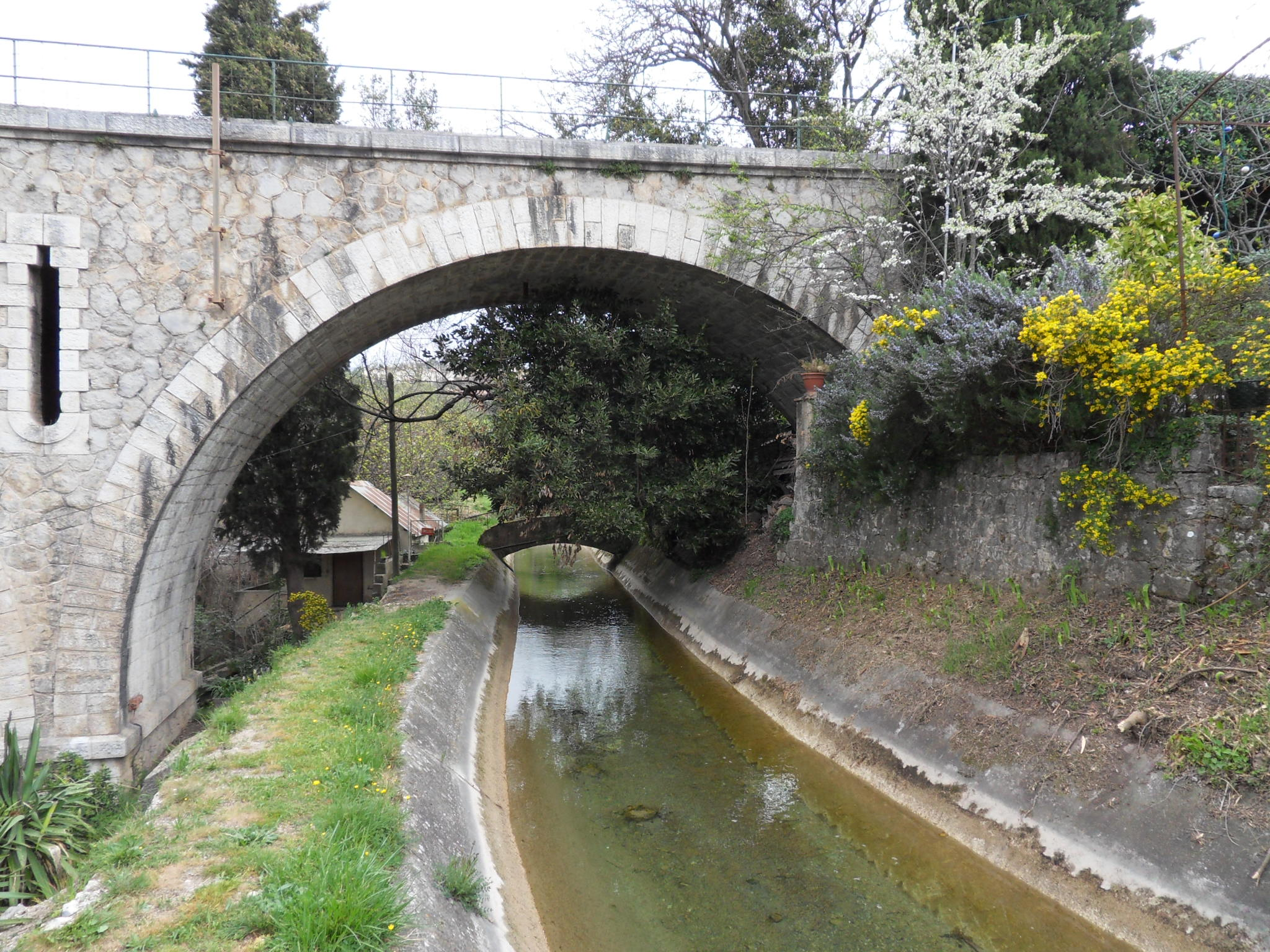
GrasseAvenue Louis Icard. Une arche du viaduc sur le canal de la Siagne
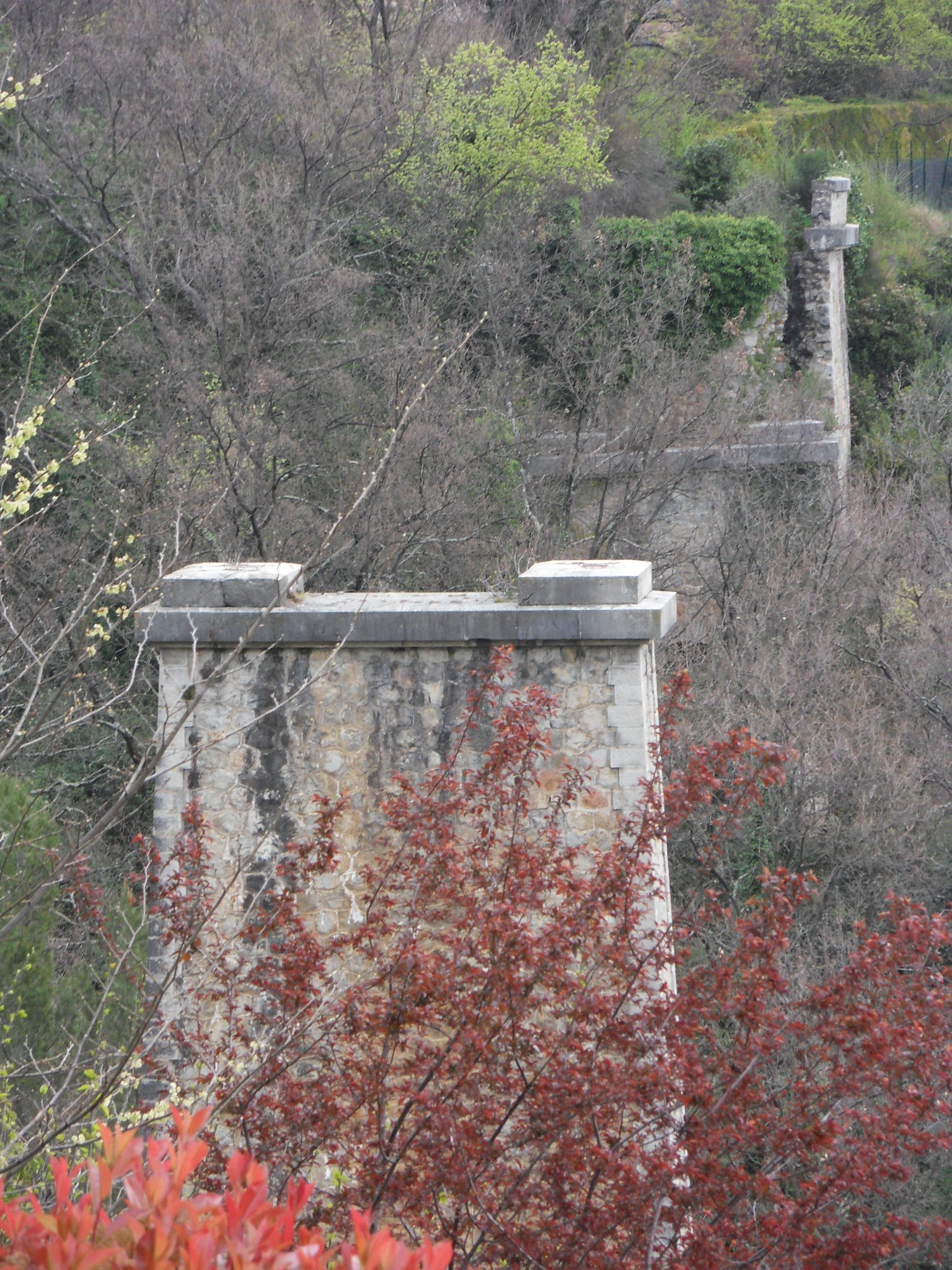
Grasse-PeymeinadeAvenue Louis Icard. Viaduc des Ribes. Tête d’une pile
 43° 38′ 51,7″ N, 6° 54′ 12,4″ E
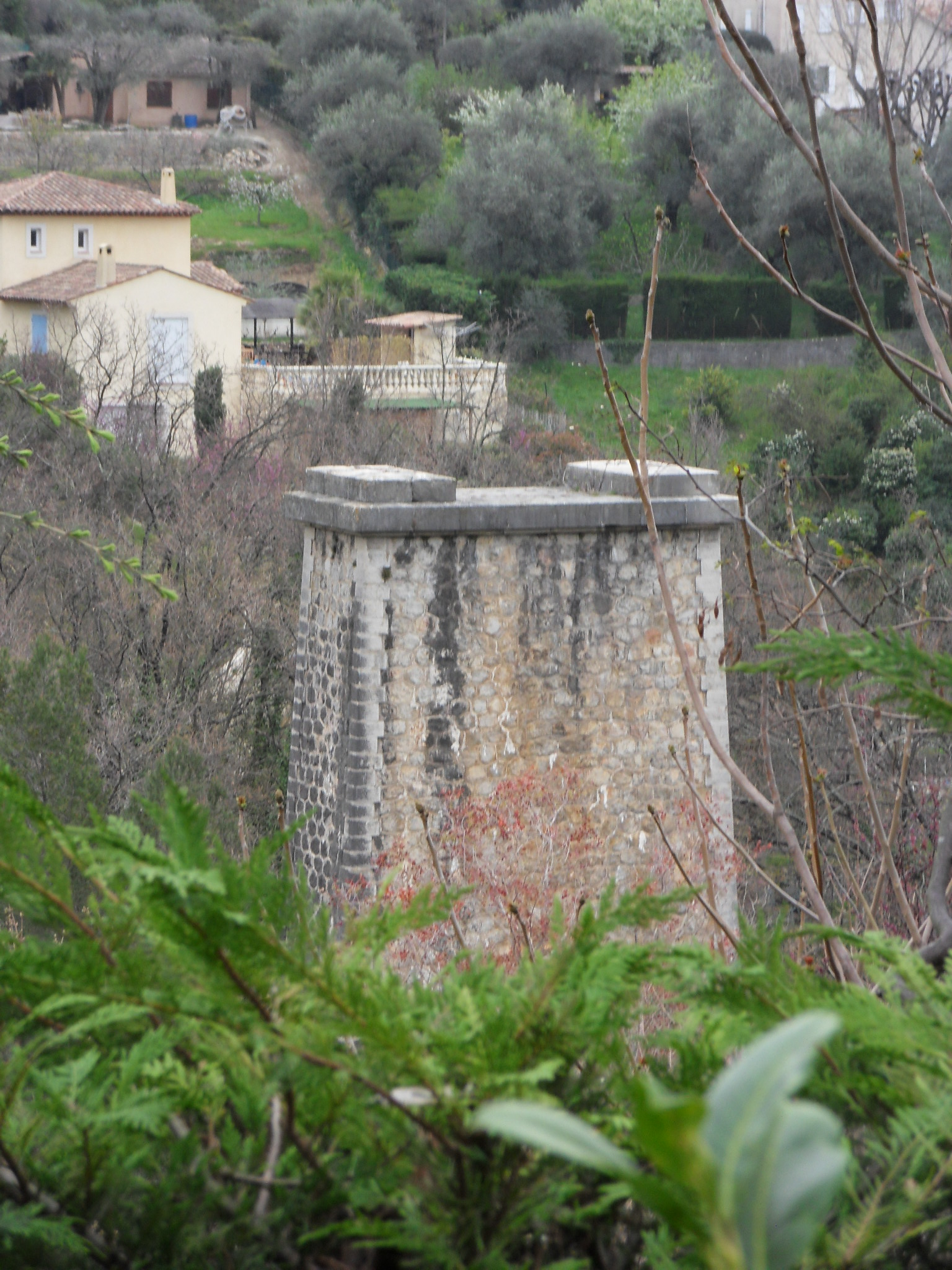
Grasse-PeymeinadeAvenue Louis Icard. Viaduc des Ribes. Tête d’une pile
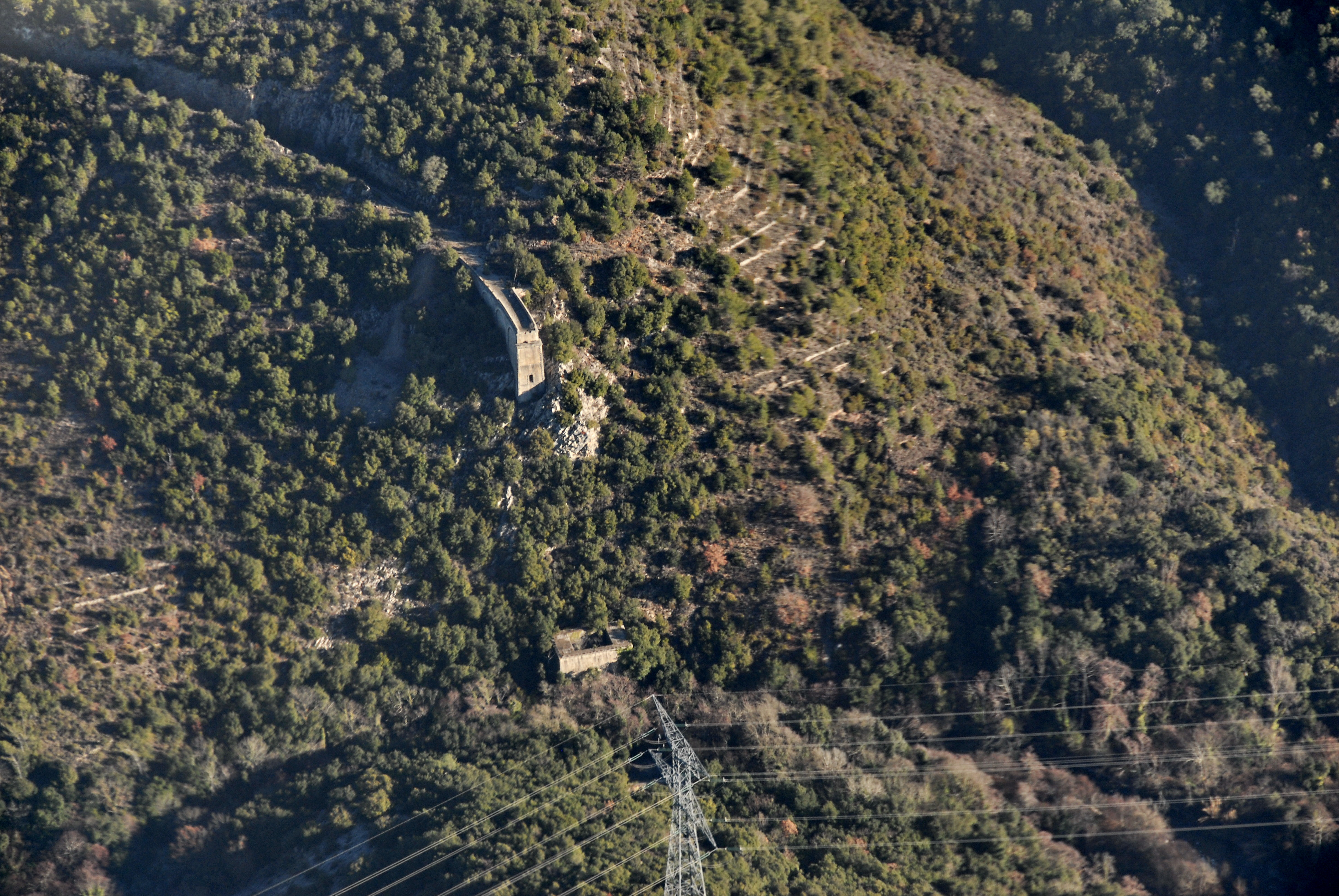
TanneronLe viaduc de la Siagne.

Section de Draguignan à Meyrargues
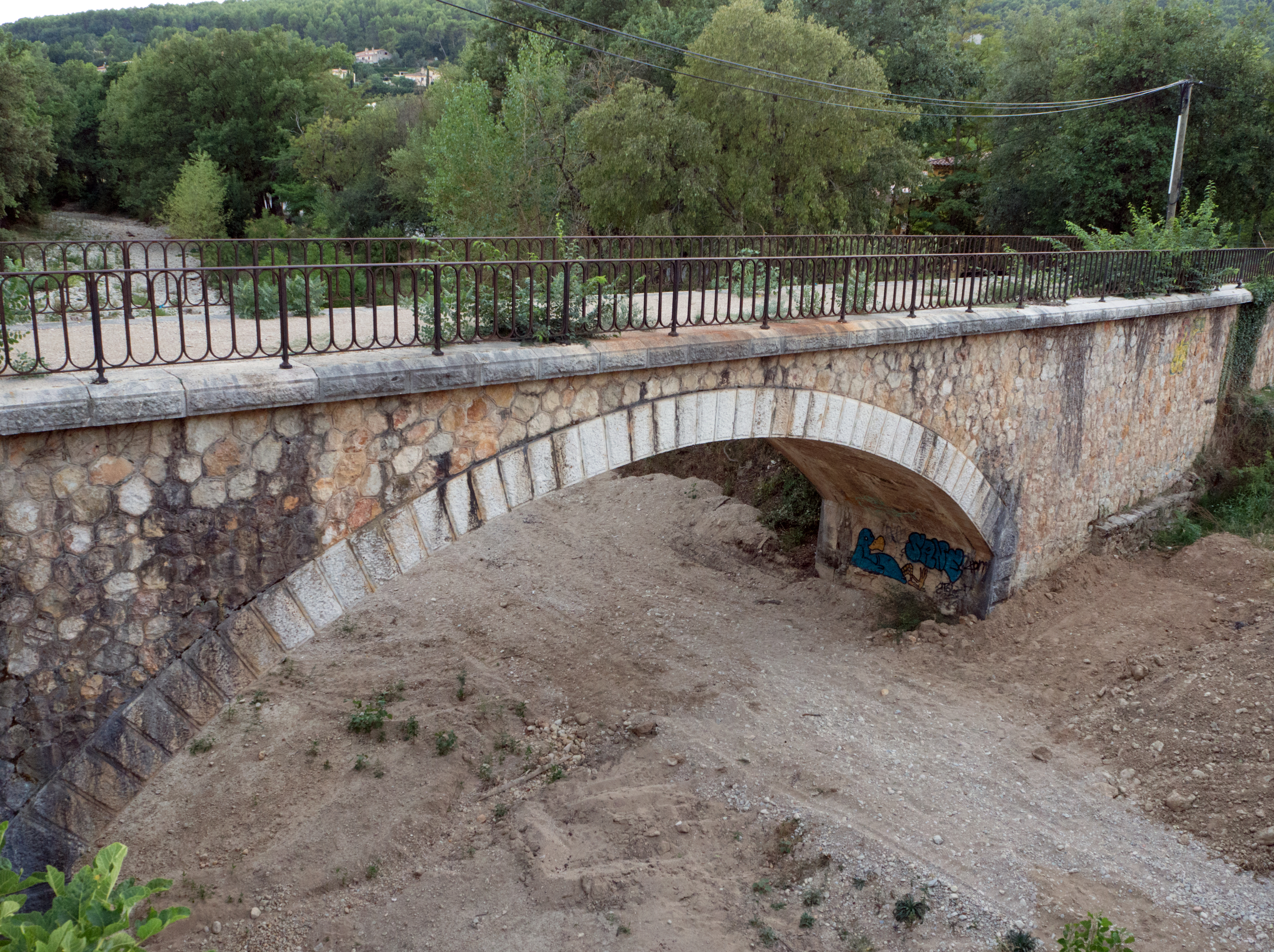
Draguignan km L’ancien pont sur la Nartuby, à sec, au lieu-dit pont d'Aups.
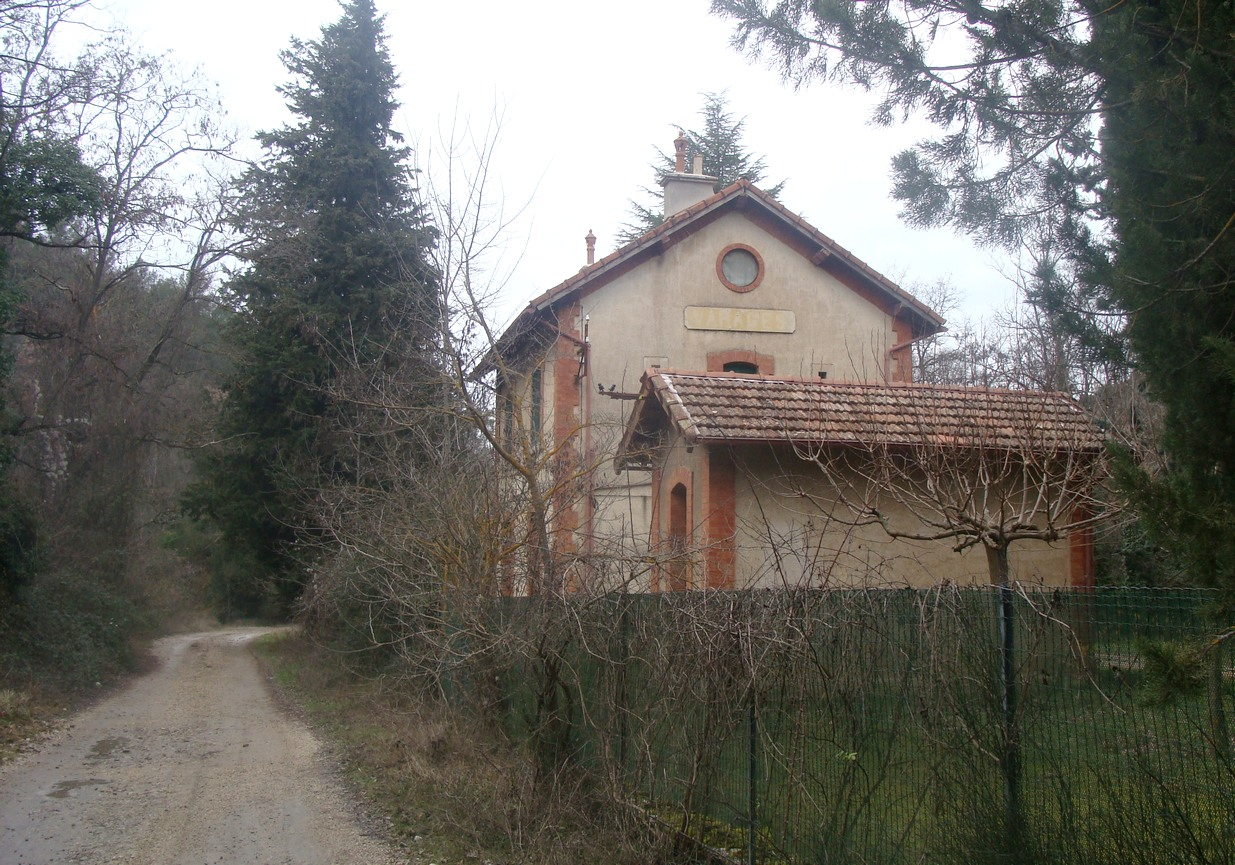
Varages km 173,863L’ancienne gare longée par l’ancienne plateforme de la ligne.
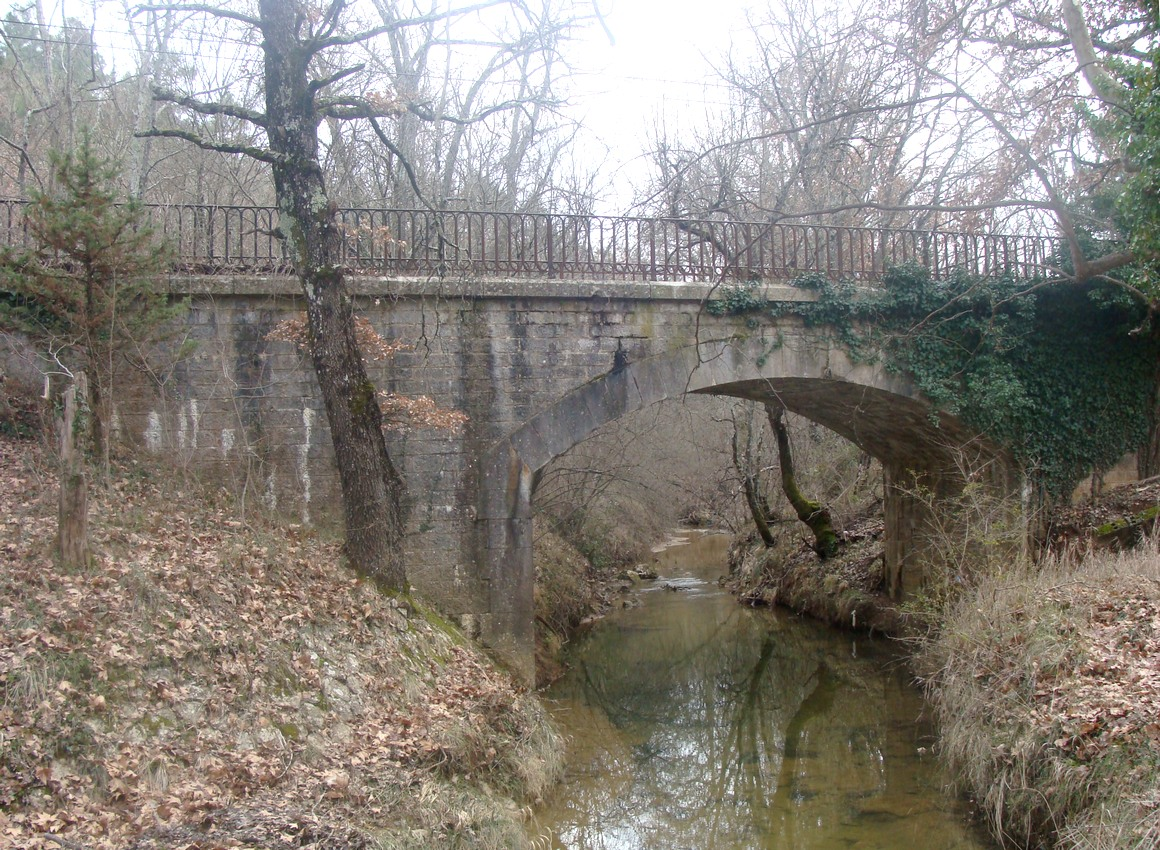
VaragesPont franchissant le Grand-Vallat, sous-affluent de la rivière Argens, près de Varages.
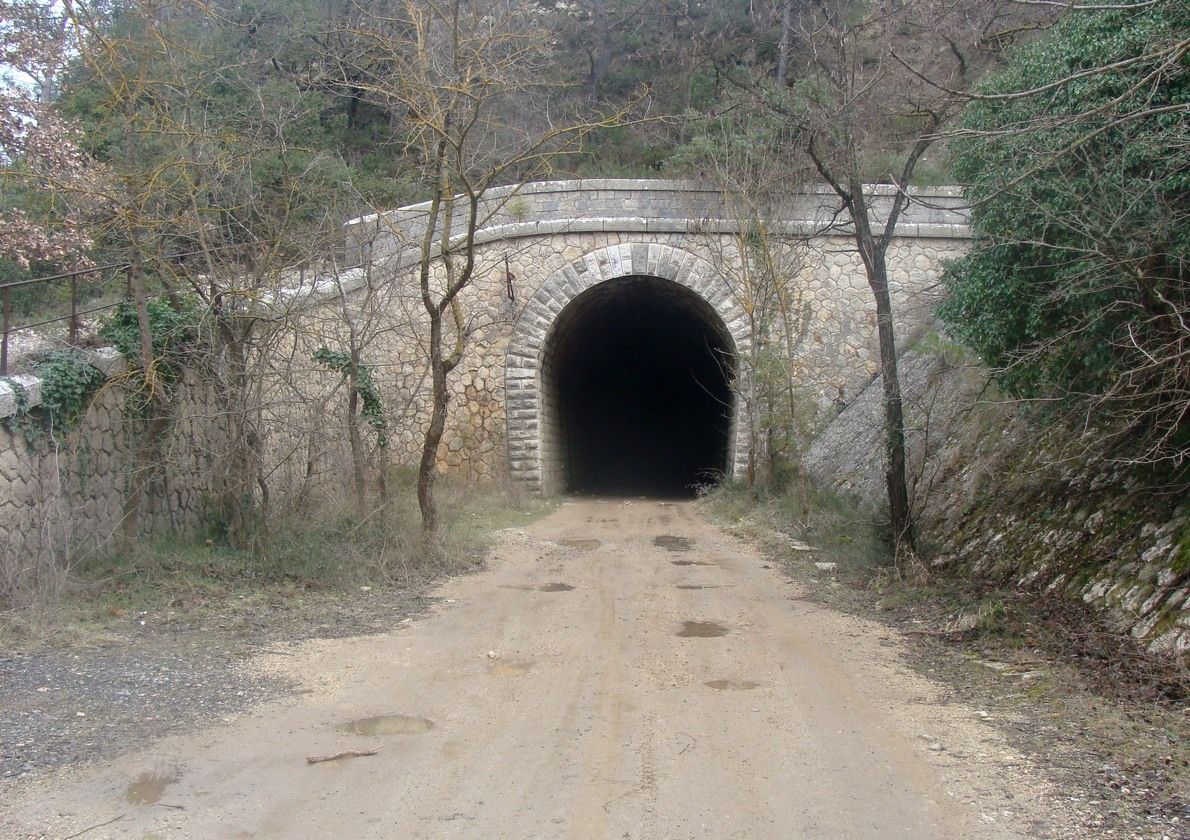
VaragesL’entrée ouest du tunnel ferroviaire de Varages.
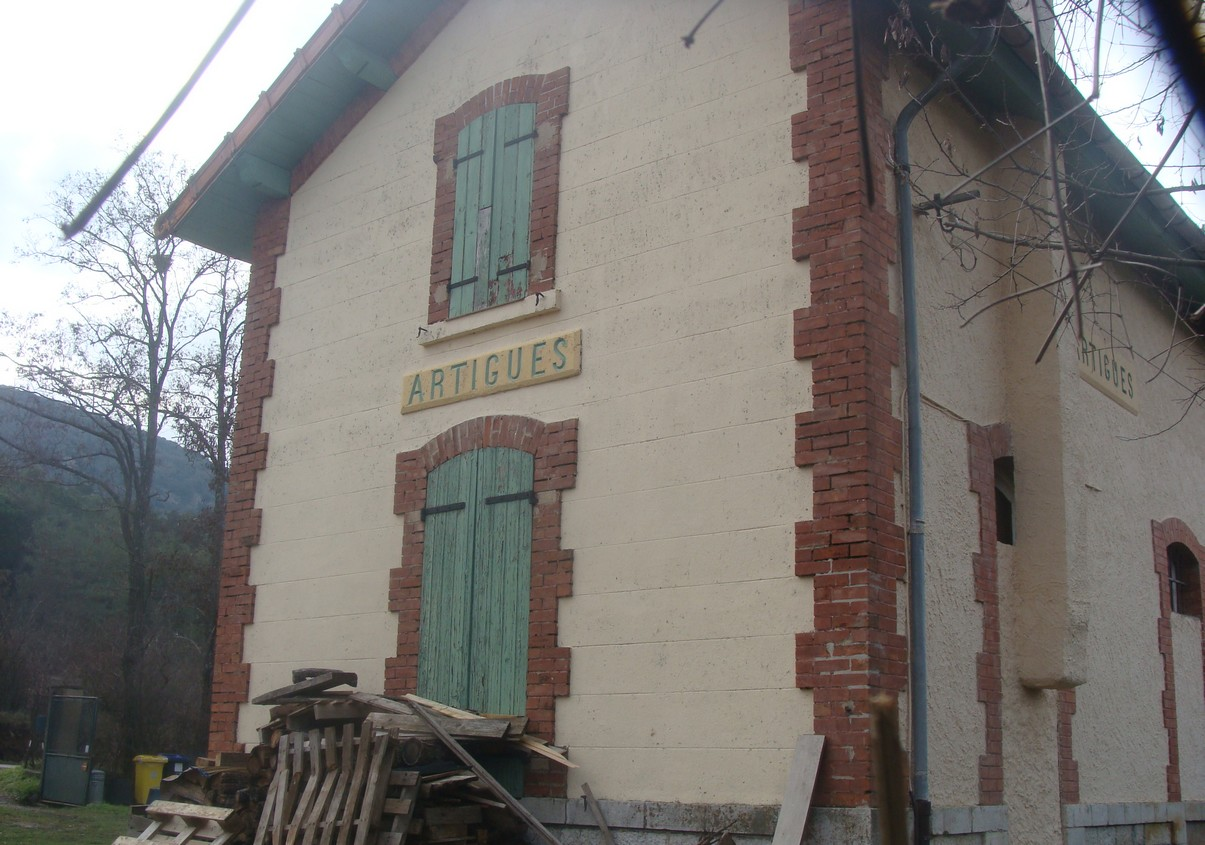
Artigues km 187,020L’ancienne gare bien entretenue mais propriété privée.
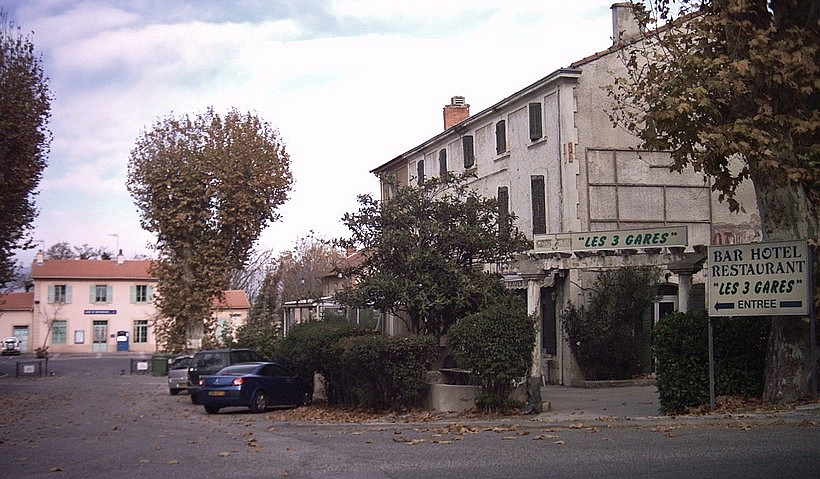
MeyrarguesLe bâtiment de la gare CP visible au fond à gauche.

## Vestiges

### Toponymes

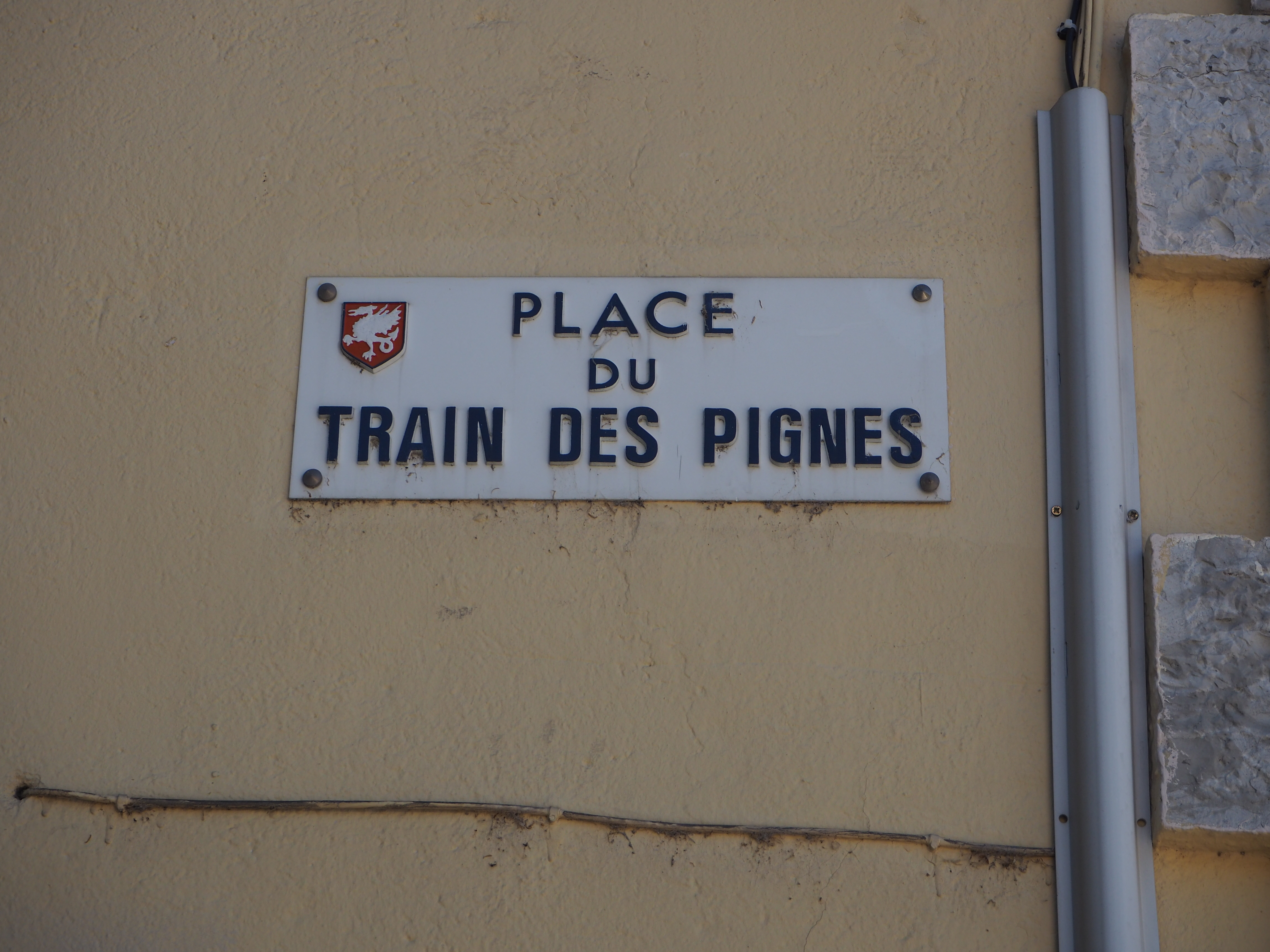
Panneau de rue à Draguignan

La toponymie des communes traversées permet de faire perdurer le Central-Var. Pour conserver une mémoire de la ligne, les différentes communes traversées ont utilisé les noms usuels de la ligne, ou des compagnies.
- Ancienne voie ferrée à Tourrettes-sur-Loup, Le Loup, Fayence, Claviers, Figanières, Sauve-Clare, Salernes, Pontevès, Esparron ;
- Chemin, Avenue ou Rue de la Gare, de la Halte à Colomars, Saint-Jeannet, Magagnosc, Montauroux, Fayence, Seillans, Rians, Jouques ;
- Chemin ou Place ou Rue du Train des Pignes à Colomars, Draguignan, Lorgues, Salernes ;
- Chemin de Provence à Gattières, Tourrettes-sur-Loup, Grasse ;
- Chemin de Fer à Claviers ;
- Chemin du Petit Train à Entrecasteaux ;
- La Gare ou Ancienne Gare à Colomars, Aups, Saint-Martin, Artigues.